# Styela canopus
Styela canopus is een zakpijpensoort uit de familie van de Styelidae. De wetenschappelijke naam van de soort werd in 1816 als Cynthia canopus voor het eerst geldig gepubliceerd door Marie Jules César Savigny.

## Verspreiding
Styela canopus is wijdverbreid in gematigde en tropische kustwateren. De soort werd in 1816 voor het eerst beschreven vanuit de Rode Zee, maar men denkt dat zijn oorsprongsgebied de Indo-West Pacific is. Deze soort is gedocumenteerd waargenomen in Europa, Afrika, beide zijden van Noord-Amerika, Hawaï, Guam, het Caribisch gebied, Brazilië, Japan, Australië en de tropische Indo-Pacific. Het wordt gevonden op schepen, boeien, pieren, dokken, mangroven en koraalriffen.